# Fulvio Costa
Fulvio Costa (Cogollo del Cengio, 9 novembre 1959 – Vicenza, 29 maggio 1982) è stato un mezzofondista italiano.
Campione italiano dei 1 500 metri piani e dei 3 000 metri piani, morì prematuramente a soli 22 anni, ufficialmente per una glomerulonefrite.

## Biografia
Fulvio Costa è stato uno delle più grandi promesse del mezzofondo italiano tra fine degli anni settanta e l'inizio degli anni ottanta. Cresciuto a Cogollo del Cengio dopo una breve esperienza da portiere di calcio nella squadra locale, decide di darsi all'atletica. Inizia a farsi conoscere a livello nazionale intorno al 1976, quando era ancora negli allievi, dopo aver ottenuto un record italiano nei 3 000 metri piani il 1º luglio a Vicenza con un tempo di 8'24"6. Il 25 settembre 1976 vince i campionati italiani allievi a Brescia per poi trionfare nei 1 500 metri piani a Bolzano il 9 ottobre (3'48"5). Nel 1977 conquista una medaglia di bronzo ai campionati italiani assoluti di mezzofondo a Roma il 18 luglio e un'altra nei campionati Juniores a Firenze il 19 giugno. In questo anno partecipa anche ai campionati europei juniores in Russia e in Ucraina. Nel 1978 vince il suo primo titolo italiano nei 1500 m a soli 19 anni, sempre nella capitale e nei 2 000 metri stabilisce il record italiano con 5'13", a cui si aggiunge un campionato juniores nei 3 000 metri. Altri successi del '78 furono nella corsa campestre, con due campionati italiani vinti prima il 22 gennaio a Firenze, poi il 5 marzo a Treviso, e la partecipazione ai campionati del mondo a Glasgow.
Nel 1979 Fulvio si aggiudica un altro bronzo ai campionati italiani assoluti il 18 luglio. Il 18 settembre assieme a Carlo Grippo, Gaetano Erba e Vittorio Fontanella con la Pro Patria-Az Verde vince la staffetta 4 × 1500 m con un record italiano ancora oggi imbattuto. In questo anno Fulvio realizza il suo miglior risultato di sempre nei 1 500 metri il 4 settembre a Bruxelles con un tempo di 3'37"8 che, all'epoca, era il terzo risultato italiano di sempre nei 1 500 dopo il 3'36"3 di Franco Arese ed il 3'37"7 di Luigi Zarcone.
Il 10 novembre 1979 muore la madre, Anna, a cui era molto legato. Da qui si aprirà un periodo molto buio per l'atleta i cui unici buoni risultati del 1980 e 1981 sono: la vittoria ai Campionati italiani indoor a Milano il 19 febbraio 1980 nei 3 000 metri piani e un terzo posto ai campionati italiani assoluti il 14 luglio 1981 a Torino. Nel 1980 per Fulvio si stavano aprendo le porte delle Olimpiadi di Mosca ma, a causa del boicottaggio che impedì ai gruppi militari (a quel tempo Fulvio correva con le Fiamme Oro) la partecipazione a queste, Fulvio dovette restare a casa.
Il 9 febbraio 1982 Fulvio vince il suo terzo titolo italiano nei campionati italiani assoluti indoor a Torino con una grande volata. Sarà l'ultima gara corsa dal mezzofondista di Cogollo.
Quattro mesi dopo, il 29 maggio 1982, Fulvio Costa muore all'Ospedale San Bortolo di Vicenza a 22 anni, lo stesso giorno in cui la sua squadra, le Fiamme Oro Padova, vinceva a Parigi la Coppa dei Campioni per club europei. Pochi mesi dopo la sua morte i giornali scrissero che, dai risultati dell'autopsia, la causa del decesso era stata un'embolia polmonare, ma poi la causa ufficiale diventò un'infezione.
A lui è stato dedicato il campo sportivo comunale di Cogollo del Cengio.

## Progressione

### 1 500metri piani
| Stagione | Risultato | Luogo     | Data     | Rank. Mond. |
| -------- | --------- | --------- | -------- | ----------- |
| 1979     | 3'37"8    | Bruxelles | 4-9-1979 | 3º          |

## Campionati nazionali
1978
- ai Campionati italiani assoluti di atletica leggera, 1500 m piani

1980
- ai Campionati italiani assoluti di atletica leggera indoor, 3000 m piani

1982
- ai Campionati italiani assoluti di atletica leggera indoor, 1500 m piani

## Altre competizioni internazionali
1978
- Oro alla Cinque Mulini ( San Vittore Olona), gara juniores

1979
- 7º al Memorial Van Damme ( Bruxelles), 1500 m piani - 3'37"78